# Tonasket
Tonasket és una població dels Estats Units a l'estat de Washington. Segons el cens del 2000 tenia 994 habitants.

## Demografia
Segons el cens del 2000, Tonasket tenia 994 habitants, 420 habitatges, i 223 famílies. La densitat de població era de 599,7 habitants per km².
Dels 420 habitatges en un 26,9% hi vivien nens de menys de 18 anys, en un 37,6% hi vivien parelles casades, en un 11,4% dones solteres, i en un 46,7% no eren unitats familiars. En el 40,2% dels habitatges hi vivien persones soles el 21,9% de les quals corresponia a persones de 65 anys o més que vivien soles. El nombre mitjà de persones vivint en cada habitatge era de 2,14 i el nombre mitjà de persones que vivien en cada família era de 2,89.
Per edats la població es repartia de la següent manera: un 22,7% tenia menys de 18 anys, un 6,4% entre 18 i 24, un 20,8% entre 25 i 44, un 23% de 45 a 60 i un 27% 65 anys o més.
L'edat mediana era de 45 anys. Per cada 100 dones de 18 o més anys hi havia 78,6 homes.
La renda mediana per habitatge era de 23.523 $ i la renda mediana per família de 28.393 $. Els homes tenien una renda mediana de 28.542 $ mentre que les dones 22.250 $. La renda per capita de la població era de 13.293 $. Aproximadament el 22% de les famílies i el 23,1% de la població estaven per davall del llindar de pobresa.

## Poblacions més properes
El següent diagrama mostra les poblacions més properes.